# Docodesmus eggletoni
Docodesmus eggletoni är en mångfotingart som beskrevs av Velez 1967. Docodesmus eggletoni ingår i släktet Docodesmus och familjen fingerdubbelfotingar. Inga underarter finns listade i Catalogue of Life.